# Kelly Smith
Kelly Smith es una davantera de futbol internacional exinternacional amb Anglaterra amb 117 internacionalitats. Entre 1995 i 2015 va jugar 2 Mundials i 4 Eurocopes, participant en el subcampionat europeu del 2009. Aquell any va ser 3a al FIFA World Player, on va entrar al top 10 tots els anys entre 2005 i 2010. També va jugar els Jocs Olímpics de Londres amb Gran Bretanya. El 2010 va esdevenir la màxima golejadora de la selecció al marcar el seu gol número 41.
A nivel de clubs ha repartit la seva carrera entre el Arsenal i diversos equips dels Estats Units. Amb les gunners va guanyar la Lliga de Campions 2006/07.

## Trajectòria
| Anys            | Equip                     | Títols                                                        | Selecció (fases finals)                                                 |
| --------------- | ------------------------- | ------------------------------------------------------------- | ----------------------------------------------------------------------- |
| 94/95 - 95/96   | Wembley FC                |                                                               |                                                                         |
| 96/97           | Arsenal FC                | 1 Lliga                                                       |                                                                         |
| 1997 - 1999     | Seton Hall Pirates        |                                                               |                                                                         |
| 1999 - 2000     | New Jersey Lady Stallions |                                                               |                                                                         |
| 2001 - 2003     | Philadelphia Charge       |                                                               | Eurocopa 2001 (1a fase)                                                 |
| 2004            | New Jersey Wildcats       |                                                               |                                                                         |
| 05/06 - 08/09 0 | Arsenal FC 0              | 1 Lliga de Campions, 4 Lliges, 4 Copes, 2 Copes de la Lliga 0 | Eurocopa 2005 (1a fase) Mundial 2007 (quarts) Eurocopa 2009 (subcampió) |
| 2009 - 2012     | Boston Breakers           |                                                               | Mundial 2011 (quarts)                                                   |
| 2012 - act. 0   | Arsenal FC 0              | 1 Lliga, 3 Copes, 3 Copes de la Lliga 0                       | Jocs Olímpics 2012 (quarts) Mundial 2015 (3r lloc)                      |